# Miłocice (powiat oławski)
Miłocice (niem. Mühlatschütz) – wieś w Polsce położona w województwie dolnośląskim, w powiecie oławskim, w gminie Jelcz-Laskowice.

## Podział administracyjny
W latach 1945–1954 siedziba gminy Miłocice. W latach 1954–1961 wieś należała i była siedzibą władz gromady Miłocice, po jej zniesieniu w gromadzie Posadowice. W latach 1975–1998 miejscowość należała administracyjnie do województwa wrocławskiego.

## Zabytki
Do wojewódzkiego rejestru zabytków wpisany jest:
- cmentarz żydowski, z około połowy XVIII w.

inne obiekty:
- głaz narzutowy będący pomnikiem przyrody
- grupa 13 drzew: trzy dęby, sześć jesionów, cztery lipy.
- dawna remiza strażacka